# 静岡県道384号高松日出線
静岡県道384号高松日出線（しずおかけんどう384ごう たかまつひのでせん）は静岡市葵区と駿河区をむすぶ一般県道である。

## 概要
南中央通り交点（静岡県立駿河総合高等学校付近）から北は「産業館西通り」となり、南幹線（静岡県道407号静岡草薙清水線）までは県道は約200m西側を並行する狭い旧道を通る。葵区内の区間は終点までの100m程度である。

### 路線データ
- 認定：1972年10月30日
- 起点：静岡市駿河区高松（国道150号交点）
- 終点：静岡市葵区日出町（日出町交差点・国道1号交点）
- 総延長：4.7km
- 愛称：久能街道

## 重複区間
- 静岡県道354号静岡環状線（0.6km）

## 接続道路
- 国道150号（駿河区高松〔始点〕）
- 丸子池田線（駿河区八幡五丁目）
- 静岡県道407号静岡草薙清水線（駿河区八幡三丁目）
- 国道1号（葵区日出町〔終点〕）

## 沿線の主要施設
- 静岡県立駿河総合高等学校
- 静岡ガス本社

沿線の名所・旧跡・観光地
- 八幡山

## 備考
開通当初は、「大谷日出線」という名称だった。これは現在の駿河区富士見台地区等が住居表示される以前の大字が大谷であったためである。